# Eokochia saxicola
(Sandro Pignatti, Flora d'Italia, 1982)
La granata rupicola (Eokochia saxicola (Guss.) Freitag & G.Kadereit) è una pianta appartenente alla famiglia delle Amaranthaceae, il cui areale è limitato a poche stazioni in Campania (Capri e Capo Palinuro) e Sicilia (isolotto di Strombolicchio). È l'unica specie nota del genere Eokochia .

## Descrizione
Eokochia saxicola è una pianta perenne camefita suffruticosa, alta 15–50 cm, prostrata, con fusti legnosi, contorti e ramificati.
Le foglie sono lineari, carnoso-succose, prive di picciolo, lunghe 6–12 mm, solitarie.
I fiori, verde-olivacei, sono riuniti in pannocchie; il perianzio ha un diametro di 5–6 mm e presenta ali a ventaglio, con margine intero, membranoso, di colore bruno-rossiccio.
Fiorisce in agosto-ottobre; fruttifica da ottobre a gennaio.

## Distribuzione e habitat
Questa specie è stata descritta per la prima volta dal botanico Giovanni Gussone verso la metà del XIX secolo a Ischia, dove oggi è definitivamente estinta. Successivamente fu segnalata a Capri, dove tuttora sopravvive una popolazione di un centinaio di esemplari, localizzata su una rupe costiera difficilmente accessibile, e sull'isolotto di Strombolicchio (isole Eolie). Nel novembre 2011 è stata infine documentata la sua presenza sul promontorio di Capo Palinuro, nel Parco nazionale del Cilento e Vallo di Diano.
L'habitat è rappresentato da rupi costiere soggette all'azione dell'aerosol marino. Si trova in associazione a Crithmum maritimum e Limonium spp.

## Conservazione
Per la ristrettezza dell'areale e la esiguità delle popolazioni note (che complessivamente raggiungono le poche centinaia di esemplari), la IUCN Red List classifica B. saxicola come specie in pericolo di estinzione (Endangered).
Figura nell'Appendice I della Convention on International Trade of Endangered Species (CITES) e, come specie di interesse prioritario, nell'Appendice II della Direttiva 43/92/CEE "Flora, Fauna e Habitat" (Direttiva Habitat), nonché sulla Lista Rossa Regionale redatta da Conti (1997).